# Felsite

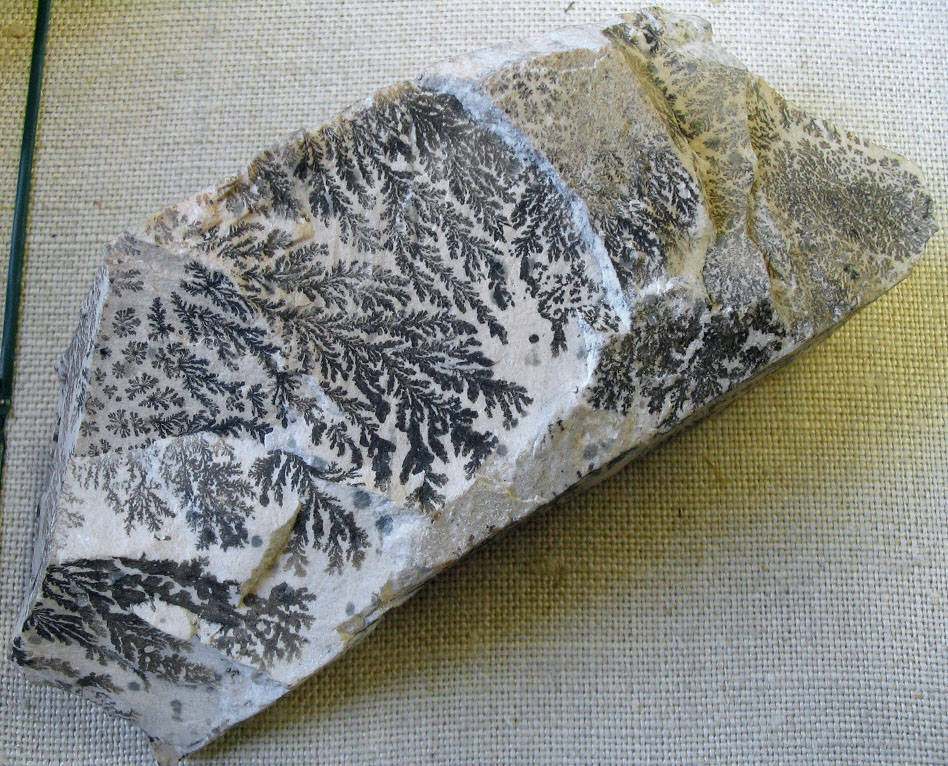
Une felsite couverte de dendrites de pyrolusite.

Une felsite est une roche volcanique de couleur claire et à grain très fin, mais qui peut aussi contenir de gros cristaux disséminés (phénocristaux). Le terme felsite est surtout un terme utilisé sur le terrain, pour répertorier une roche qui nécessite un examen pétrographique ou une analyse chimique avant d'être caractérisée plus précisément.
La couleur va généralement du blanc au gris clair, ou du rouge à l'ocre, mais peut être n'importe laquelle à l'exception du vert et des couleurs foncées.

## Composition minéralogique
Les felsites sont des roches felsiques : leur matrice est constituée de minéraux riches en silice, notamment de quartz et de feldspaths alcalins. S'il y a des phénocristaux de quartz on parle de felsite à quartz (de porphyre à quartz si ces phénocristaux sont très gros).
Des oxydes de manganèse comme la pyrolusite, ou des oxydes de fer comme la limonite, peuvent précipiter en forme de dendrites le long des fissures de la roche, conférant à certaines surfaces des textures à motifs arborescents et multicolores.

## Origine
Les felsites sont typiquement d'origine extrusive, généralement formées par le compactage de cendres volcaniques. On peut les trouver en association avec des obsidiennes et des rhyolites.

## Usages
Certaines felsites ont un grain suffisamment fin pour servir à la fabrication d'outils en pierre, à la façon des chailles. Leur fracture est conchoïdale.